# Ribersborgs Kallbadhus
Ribersborgs kallbadhus (Riberborgs Seebad, wörtlich: Kaltbadehaus) ist eine Badeanlage am Riberborgstrand in der schwedischen Stadt Malmö.

## Geschichte
Das erste Seebad in Malmö wurde 1867 außerhalb von Skeppsbron errichtet. Dort war es jedoch im Weg, als der neue Stadtteil Nyhamnen mit dem zugehörigen Hafen errichtet werden sollte. Auf Initiative des Fabrikanten und Spazierstockherstellers Carl Herman Richter (1858–1948) wurde das gesamte Badehaus 1898 an seinen heutigen Standort verlegt.
Der sogenannte Weihnachtshurrikan von 1902 zerstörte das Gebäude weitgehend. Der Reeder Johan Lorents Lundberg (1857–1905) beschaffte das Kapital für den Wiederaufbau. Während der Baltischen Ausstellung 1914 fanden im Badehaus Schwimm- und Wasserballwettkämpfe statt und in den Jahren 1905, 1919 und 1944 fanden die schwedischen Schwimmmeisterschaften im Ribersborg kallbadhus statt. Es gab eine 33 Meter lange Bahn und war das offizielle Schwimmstadion von Malmö, bis das neue Simhallsbadet 1956 eröffnet wurde. Hauptbesitzerin über Malmö Saltsjöbad AB war bis 1966 die Witwe des Reeders Lundberg. Die Stadt Malmö besitzt und verwaltet das Gebäude seitdem. Der Betrieb des Bades und des Restaurants wird von einem Pächter übernommen. 1995 wurde das Gebäude unter Denkmalschutz gestellt.
In der ersten Hälfte des Jahres 2009 wurde das Badehaus renoviert, hauptsächlich weil die Pfähle, auf denen das Badehaus ruht, verwittert waren.  Die Freizeitverwaltung der Stadt Malmö wurde dafür kritisiert, dass sie dies zuvor nicht getan hatte. Ribersborgs Seebad war eine von diversen Freizeiteinrichtungen, deren Zustand sich Mitte des 20. Jahrhunderts verschlechterten. Das Badehaus wurde am 13. Juli 2009 mit einem neuen Mieter wiedereröffnet.
Heute ist Ribersborgs kallbadhus mit 175.000 Besuchern im Jahr 2015 das größte, am besten erhaltene und meistbesuchte Seebad der nordischen Region. Es ist ganzjährig und täglich geöffnet, auch wenn im Winter teilweise das Wasser zufriert.

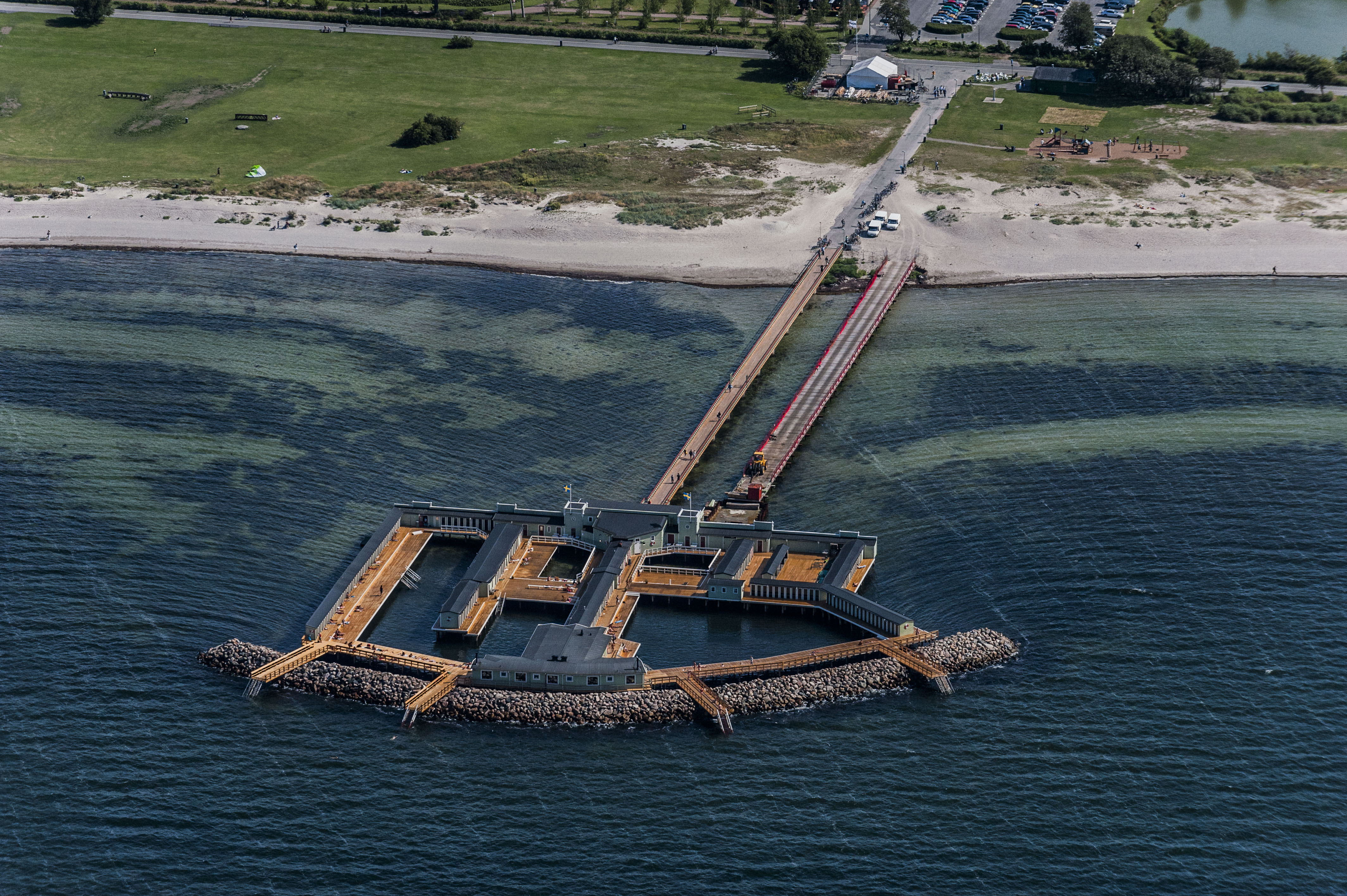
Luftaufnahme während der Renovationsarbeiten 2009. Die rechte (südliche) Brücke war nur ein Provisorium

## Beschreibung
Das Badhaus befindet sich am Ende einer etwa 150 Meter langen Fußgängerbrücke. Das Gebäude steht auf Holzsäulen über dem Wasser. Im Westen schützt ein Wellenbrecher das Gebäude vor hoher See. Dieser ermöglicht gleichzeitig ein Baden in ruhigem Wasser auch bei hohem Seegang außerhalb.
Die Badeanlage ist in einen Teil für Herren und einen Teil für Damen eingeteilt. Zu jedem Teil gehören zwei Saunen. Zwei weitere Saunakabinen sind im Übergang zwischen den Bereichen und können gemischt benützt werden. Jeder Teil hat einen eigenen Schwimmbereich innerhalb des Wellenbrechers sowie Treppen in den offenen Öresund. Gemäß Hausordnung ist das Betreten der Schwitzräume in Badebekleidung nicht gestattet. Allerdings trägt die überwiegende Mehrheit der Gäste im ganzen Badhaus keine Badekleidung.
Im Eingangsbereich des Bades sind ein Café und ein Restaurant eingerichtet.